# Madina Umfally
Madina Umfally ist eine Ortschaft im westafrikanischen Staat Gambia.
Nach einer Berechnung für das Jahr 2013 leben dort etwa 3145 Einwohner, das Ergebnis der letzten veröffentlichten Volkszählung von 1993 betrug 2200.

## Geographie
Madina Umfally liegt am südlichen Ufer des Gambia-Flusses in der Central River Region, Distrikt Fulladu West. Der Ort liegt unmittelbar an der South Bank Road, Gambias wichtigster Fernstraße. Auf dieser Straße ist Madina Umfally zwischen Jakhaly und Brikama Ba rund drei Kilometer westlich von Brikama Ba entfernt.